# Na dobré stopě
Na dobré stopě, na Slovensku uváděný jako Na dobrej stope je rodinný skautský film z roku 1948, dlouhý 78 minut.

## Tvůrci
- Námět: Jaroslav Novák-Braťka, Lubomír Kaválek
- Kamera: Jaromír Holpuch
- Režie: Josef Mach
- Architekt: Ferdinand Fiala
- Vedoucí výroby: Bohumil Šmída
- Další údaje: černobílý, 78 minut, dobrodružný film
- Premiéra: 1.12.1948
- Produkce: Československý státní film
- Exteriéry: Sečská přehrada na Chrudimce
- Komparz: 5. oddíl vodních skautů z Prahy, pes Bodo

## Postavy
| Ladislav Boháč    | skautský vedoucí "Admirál"               |
| Antonín Šůra      | Eda, skaut                               |
| Karel Richter     | skaut "Odborka"                          |
| L. H. Struna      | strážmistr Půža, velitel finanční stráže |
| Oskar Hák         | skautský kuchař "Vraždotoho"             |
| Stanislav Fišer   | skaut "Očko"                             |
| Jaroslav Seník    | německý sedlák Lang, pašerák             |
| Josef Šulc        | Kurt, Langův synovec                     |
| Viktor Očásek     | Němec Bürgl                              |
| Zdeněk Borovec    | skaut "Autogen"                          |
| Stanislav Neumann | hajný                                    |
| Richard Záhorský  | Chrůma                                   |
| Oleg Reif         | skaut "Catillina"                        |
| Jiří Šašek        | skaut                                    |
| Václav Vorlíček   | skaut                                    |
| Antonín Mikulič   | skaut                                    |

## Děj
Film se odehrává v roce 1947 na letním táboře vodních skautů u jezera nedaleko česko-německé hranice. Část Němců je již odsunuta. Na táboře, vedeném skautským vůdce Admirálem, je také chlapec Eda, kterému Němci popravili rodiče. Byl dán na vychování do Německa, ale jeho noví rodiče, kteří byli na něj hodní, zahynuli při výbuchu spojenecké pumy. Po konci války byl odeslán zpět do Československa a učí se znovu česky. Ve skautském oddíle je i chlapec řečený "Odborka", který proti Edovi, jakoby přistěhovalci, mluvícímu občas německy, poštve zbývající chlapce. 

V okolí se vyskytne pašerácká skupina, kterou se podaří finanční stráži ve spolupráci se skauty za dramatických okolností pochytat. 
Eda následně dostane skautské vyznamenání, oddíl jej přijme zpět mezi sebe a také "Odborka" se s ním začne znovu přátelit.